# Christmas Day
Christmas Day (chinês tradicional: 聖誕節; chinês simplificado: 圣诞节; Pinyin: Shèngdànjié; lit. "Christmas") é uma canção de gênero R&B interpretada pelo grupo masculino sino-coreano Exo. A canção foi incluída como segunda faixa em seu segundo EP, Miracles in December, lançado em 9 de dezembro de 2013, sob o selo da gravadora SM Entertainment. Como todos os lançamentos do grupo, "Christmas Day", está disponível em coreano e mandarim.
A versão em coreano entrou no top 5 do Gaon Singles Chart e chegou ao número 38 da Korea K-Pop Hot 100, enquanto a versão em mandarim chegou ao número 12 do Baidu Weekly Music Chart e ficou na posição 64 do Gaon Singles Chart. Junto com o single "Miracles in December", as performances ao vivo de "Christmas Day" foram encenadas em especiais de Natal de vários shows musicais.

## Produção e lançamento
"Christmas Day", de acordo com a descrição do álbum no site de música coreana Naver Music, é um canção R&B. De acordo com a natureza experimental da maioria das faixas secundárias nos álbuns dos artistas da SM Town, "Christmas Day" introduziu elementos de música mais recentes, como o beat lento e o estilo de jazz swing, em seu arranjo, porém, mantendo-se fiel ao estilo da assinatura do grupo. A canção foi composta e arranjada pelos compositores veteranos Gabriela Soza, Philip Hochstrate e Samantha Powell em sua estreia com a colaboração com a equipe de produção da SM Entertainment. "Christmas Day" fala da antecipação de dois amantes que esperam pacientemente e ansiosamente pelo presente de Natal um do outro. Tendo trabalhado com o grupo várias vezes, Misfit mais uma vez emprestou suas habilidades para escrever a letra para da versão em coreano da música. Todas as músicas do segundo EP do grupo, Miracles in December, incluindo o "Christmas Day", foram visualizadas em um clipe de áudio com um medley curto que foi liberado em seus sites. O EP foi lançado em 9 de dezembro em ambas as línguas, de acordo com a gravadora SM Entertainment.
Ao contrário de "Miracles in December", onde há uma diferença na linha vocal entre a versão em coreano (Baekhyun, Chen, D.O.) e a versão em mandarim (Baekhyun, Chen, Lu Han), os vocais, tanto na versão coreana quanto na versão chinesa de "Christmas Day" são fornecidos pelos mesmos membros. Sete membros interpretam vocalmente a canção - Baekhyun, D.O. e Suho do EXO-K, e Chen, Luhan, Lay e Xiumin.do EXO-M. As performances encenadas, no entanto, utiliza os talentos de todos os doze membros.

## Promoção
A canção não foi tocada ao vivo até a terceira semana do ciclo promocional sobre os locais de transmissão em shows de música. O grupo encenou a versão em coreano de "Christmas Day" no M! Countdown em 19, Music Bank em 20, Show! Music Core em 21, e Inkigayo em 22 de dezembro de 2013. Ao contrário das performances da faixa-título "Miracles in December", "Christmas Day" contou com todos os doze membros do EXO e uma coreografia produzida por Tony Testa e Greg Hwang. A canção também foi incluída no set-list do festival de inverno do grupo com suas colegas de gravadora f(x), SM Town Week: "Christmas Wonderland", em 23 e 24 de dezembro no KINTEX em Goyang.

## Recepção da crítica
O site de K-Pop Seoulbeats comparou a semelhança do 'beat sexy' nos versos de "Christmas Day" com o single anterior do grupo "Growl" mas também enfatizou em sua transição para um coro 'doce'. Ele continuou a elogiar a canção, exclamando que mesmo que seja lenta, há um sulco contínuo "que a impede de cair plana". Kpopstarz também deu uma revisão positiva da canção, dizendo que ela é um forte exemplo da aplicação do R&B no K-Pop. "O single evoca um tom muito sensual como ela se compara o tema da canção para o dia de Natal ..." o crítico expressa a fim de justificar a maturidade musical do grupo que agora apresenta em um curto período de tempo desde sua estreia.

## Recepção comercial
De acordo com o site de notícias Naver, e os sites de comunidades Allkpop e Soompi, todas as músicas do EP miracles in December, entrou em lugares de topo das paradas musicais em tempo real de nove portais de música diferentes dentro de 4 horas de seu lançamento, incluindo Melon, Mnet, Bugs, Olleh, Soribada, Naver, Daum, Monkey3 e Genie. Quanto ao desempenho comercial doméstico, a versão em coreano entrou no top 5 do Gaon Singles Chart e chegou a posição 38 do Korea K-Pop Hot 100, enquanto a versão em mandarim subiu para posição 12 do Baidu Weekly Music Chart e ficou na posição 64 da Gaon Singles Chart.

## Desempenho nas paradas
| Gráfico (2013)               | Melhores posições |
| ---------------------------- | ----------------- |
| Gaon Singles chart           | 5                 |
| Gaon Monthly Singles chart   | 27                |
| Gaon Local Singles chart     | 5                 |
| Gaon Streaming Singles chart | 40                |
| Gaon Download Singles chart  | 4                 |
| Gaon Background Music chart  | 4                 |
| Gaon Mobile Ringtone chart   | 46                |
| Billboard K-Pop Hot 100      | 38                |

| Gráfico (2013)                                      | Melhores posições |
| --------------------------------------------------- | ----------------- |
| Baidu Weekly Music Chart                            | 12                |
| Gaon Singles chart\| style="text-align:center;"\|64 |                   |
| Gaon International Singles chart                    | 3                 |
| Gaon Monthly International Singles chart            | 12                |
| Gaon Download Singles chart                         | 70                |
| Gaon Background Music chart                         | 98                |